# Neofelis diardi
Neofelis diardi (saknar svenskt trivialnamn) är en trädleopard i familjen kattdjur, som lever på Sumatra, Borneo och Java och är ett av öarnas största rovdjur. Man uppskattar att det finns mellan 5000 och 11000 individer på Borneo och ytterligare 3000 till 7000 på Sumatra...

## Taxonomi
Arten beskrevs första gången 1823 av Georges Cuvier under det vetenskapliga namnet Felis diardi, döpt efter Cuviers student Pierre-Medrad Diard. Detta vetenskapliga namn brukades sedan under en längre tid för alla trädleoparder. Cuiver var dock inte den förste som beskrev trädleoparderna. Redan 1821 hade Edward Griffith myntat namnet Felis nebulosa för trädleopard varför det artepitetet fick företräde. År 1867 placerade John Edward Gray trädleoparderna i det egna släktet Neofelis.
Länge behandlades Neofelis diardi som underart till trädleopard (Neofelis nebulosa), men på grund av genetiska skillnader fick den egen artstatus år 2006. Detta lades fram i en rapport av världsnaturfonden den 15 mars 2007.

## Utseende
Denna trädleopard har ungefär samma utseende som den andra arten i samma släkte. Den når en kroppslängd (huvud och bål) av 61 till 106 cm, en svanslängd av 55 till 91 cm och en vikt mellan 16 och 23 kg. Pälsens grundfärg är grå till gulgrå och allmänt mörkare än hos Neofelis nebulosa. På bålens ovansida förekommer molnformiga fläckar med en bredare svart kant. Insidan av fläckarna är mörkare grå än pälsens grundfärg. Längre ner på bålen och på extremiteterna blir fläckarna mindre, så att den gråa insidan försvinner. Dessutom har Neofelis diardi två tjocka svarta strimmor på halsens ovansida. Även på svansen förekommer svarta ringar.
Båda arter av trädleoparder har de största hörntänder av alla nu levande kattdjur i jämförelse till individernas storlek. Hos Neofelis diardi är de dessutom en liten bit längre än hos Neofelis nebulosa.

## Ekologi
Arten förekommer i olika slags skogar på öarna i låglandet och i låga bergstrakter upp till 1500 meter över havet. Den hittas bland annat i regnskogar med dipterokarpväxter samt i träskmarker där torv bildas på marken. Kattdjuret syns ibland när det korsar områden där skogen avverkades eller det vandrar genom oljepalmodlingar. Arten stannar däremot inte i dessa regioner.
Neofelis diardi har utmärkt förmåga att klättra i träd. Däremot jagar den lika ofta på marken som i växtligheten. Till artens byten räknas bland annat näsapan, bladapan Presbytis hosei, ungar av olika hjortdjur, skäggsvin, äkta palmmårdar, fiskar och jordpiggsvin. Denna trädleopard är främst nattaktiv men ibland jagar den på dagen.
Individerna lever allmänt ensamma med undantag av parningstiden och av tiden när honor har ungar.